# Château d'Uddrich
Le château d’Uddrich (Gutshaus Uddrich, en allemand ; Udriku mõis, en estonien) est un petit château néoclassique situé en Estonie à Udriku (anciennement Uddrich) qui fut jusqu’en 1919 le berceau de la famille germano-balte des Rehbinder.

## Historique

### Domaine auXVIIesiècle
C’est en 1621 que le domaine d’Uddrich est formé dans le Wierland, après la division du domaine seigneurial de Polli à proximité. Il faisait partie de la paroisse de Sankt-Katharinen. La famille von Rehbinder en est propriétaire à partir de 1642, à l’époque du baron Heinrich von Rehbinder (1604-1680).

### Histoire du château
Le château actuel a été construit entre 1796 et 1803 pour le comte Gustav Diedrich von Rehbinder (1756-1826) sur deux niveaux en style néoclassique avec un portique tétrastyle ionique et un fronton triangulaire à la grecque. Deux lions de fonte en gardent l’entrée. Le vestibule comprend un escalier d’honneur qui mène à l’étage à un salon de musique au décor élégant de stuc.
Les propriétaires installent une brasserie de schnaps (rénovée en 1888, aujourd’hui en ruines) dans leur domaine agricole. La nécropole des Rehbinder qui se présentait sous l’aspect d’une chapelle néoclassique en forme de temple antique a disparu.

### Histoire auXXesiècle
La famille est expulsée du château par le nouveau gouvernement estonien, après les lois de nationalisation des biens de la noblesse terrienne en octobre 1919 ; le dernier propriétaire est le comte Heinrich von Rehbinder (1860-1929) qui rénova l’exploitation agricole.
Le château abrite une maison de santé pendant l’époque de la République socialiste soviétique d'Estonie, et encore actuellement.

## Illustrations

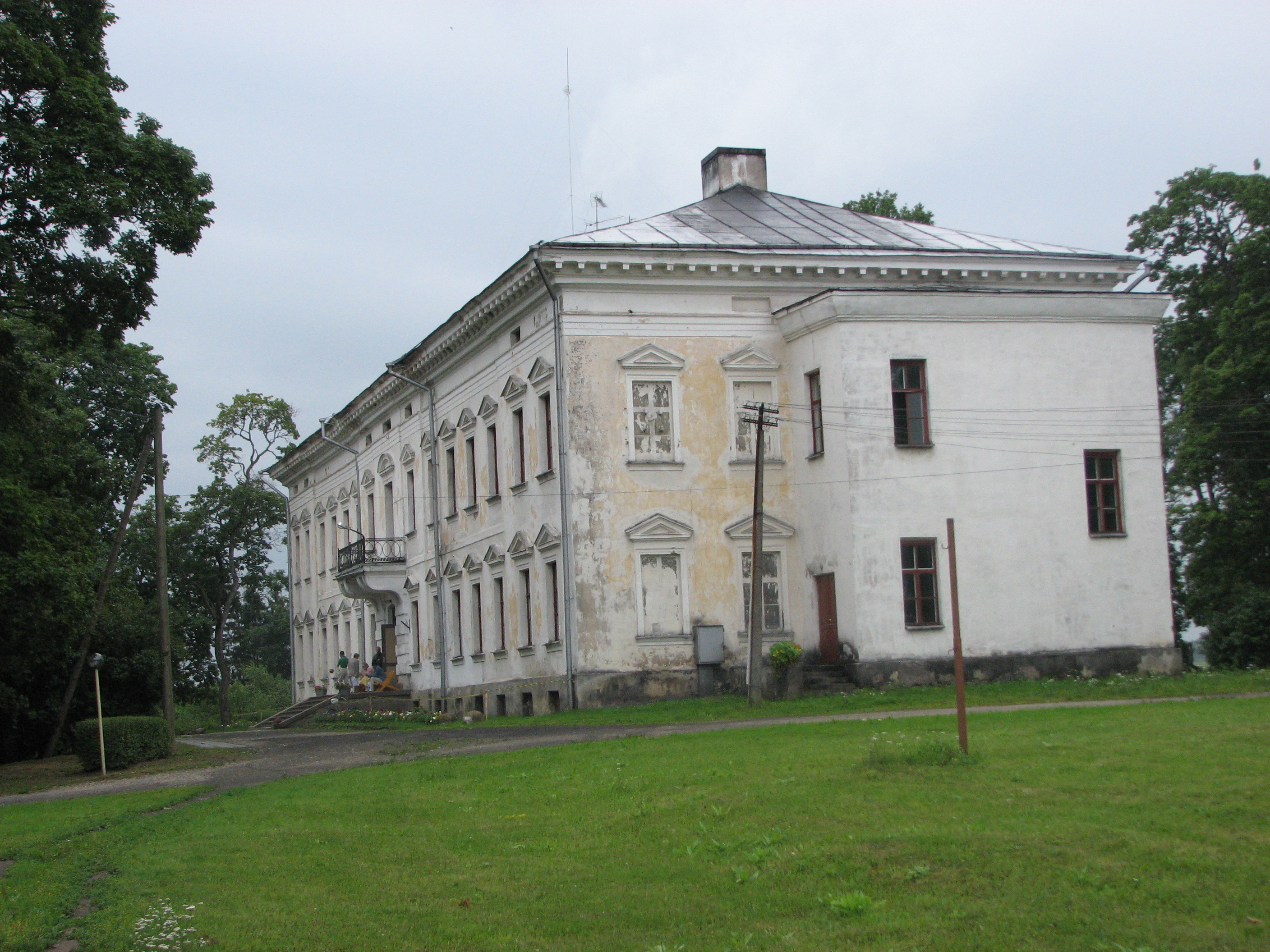
Vue de côté du château
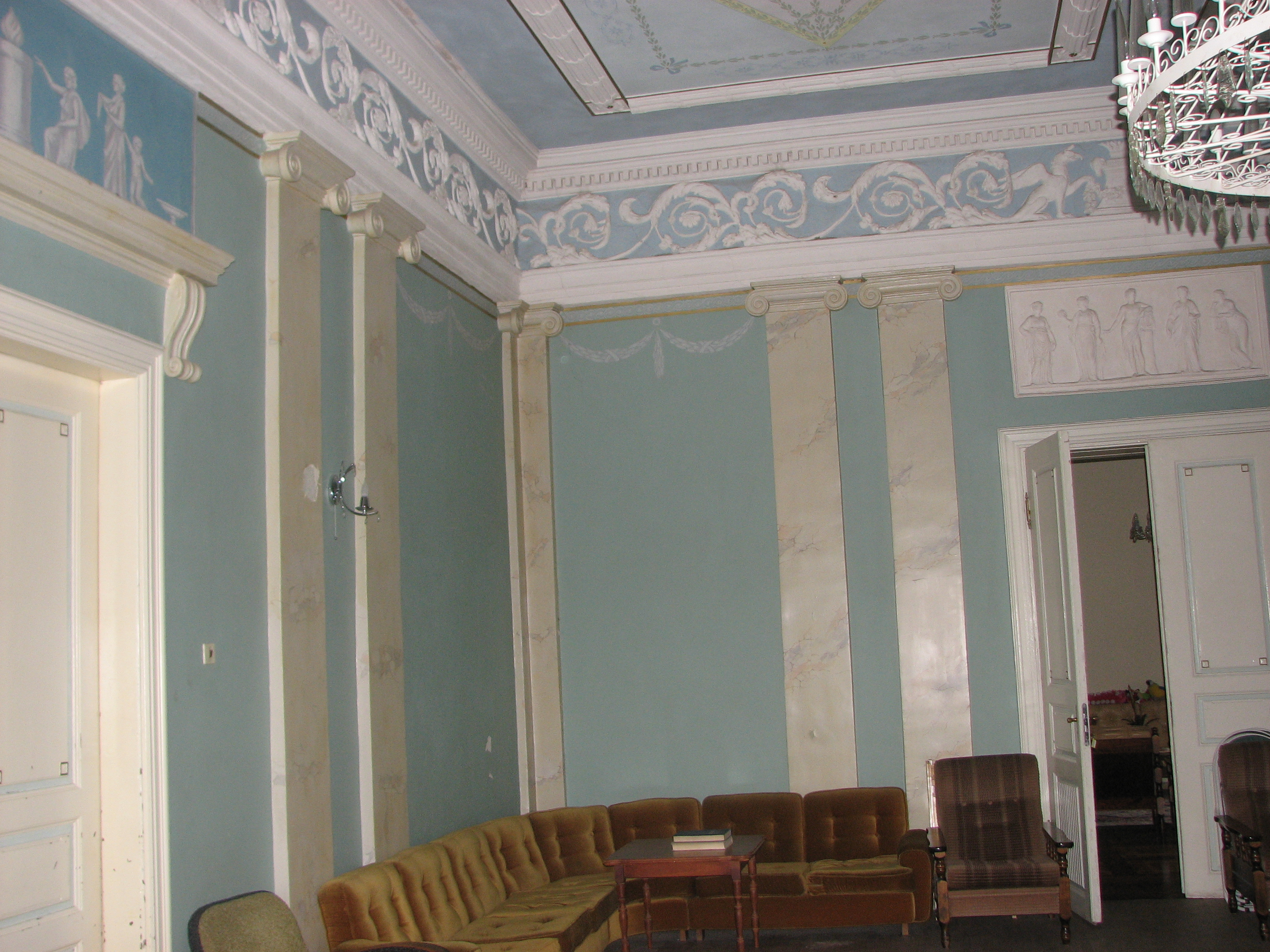
Pilastres et frises Empire de l’ancien salon de musique
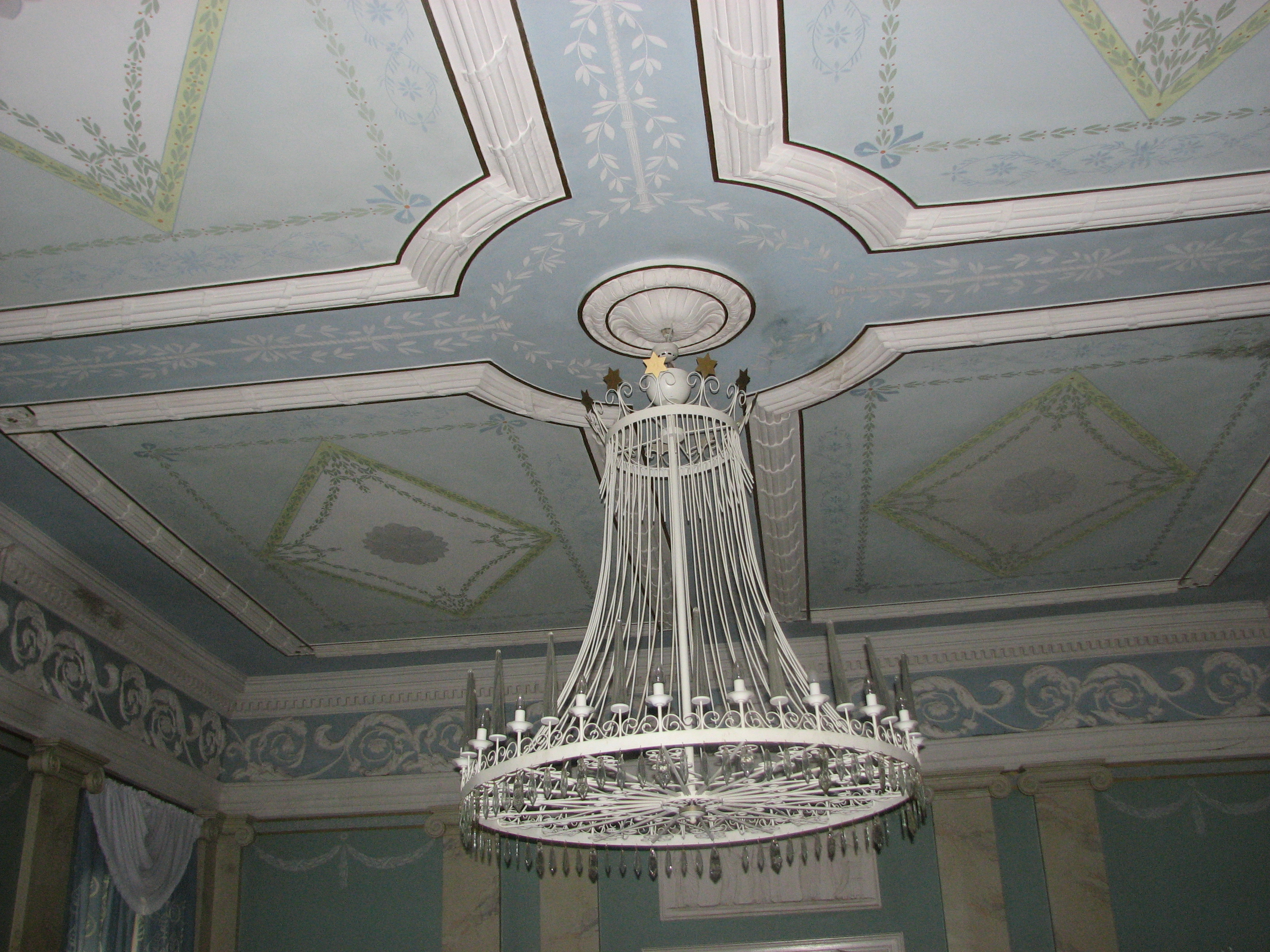
Lustre et plafond de l’ancien salon de musique
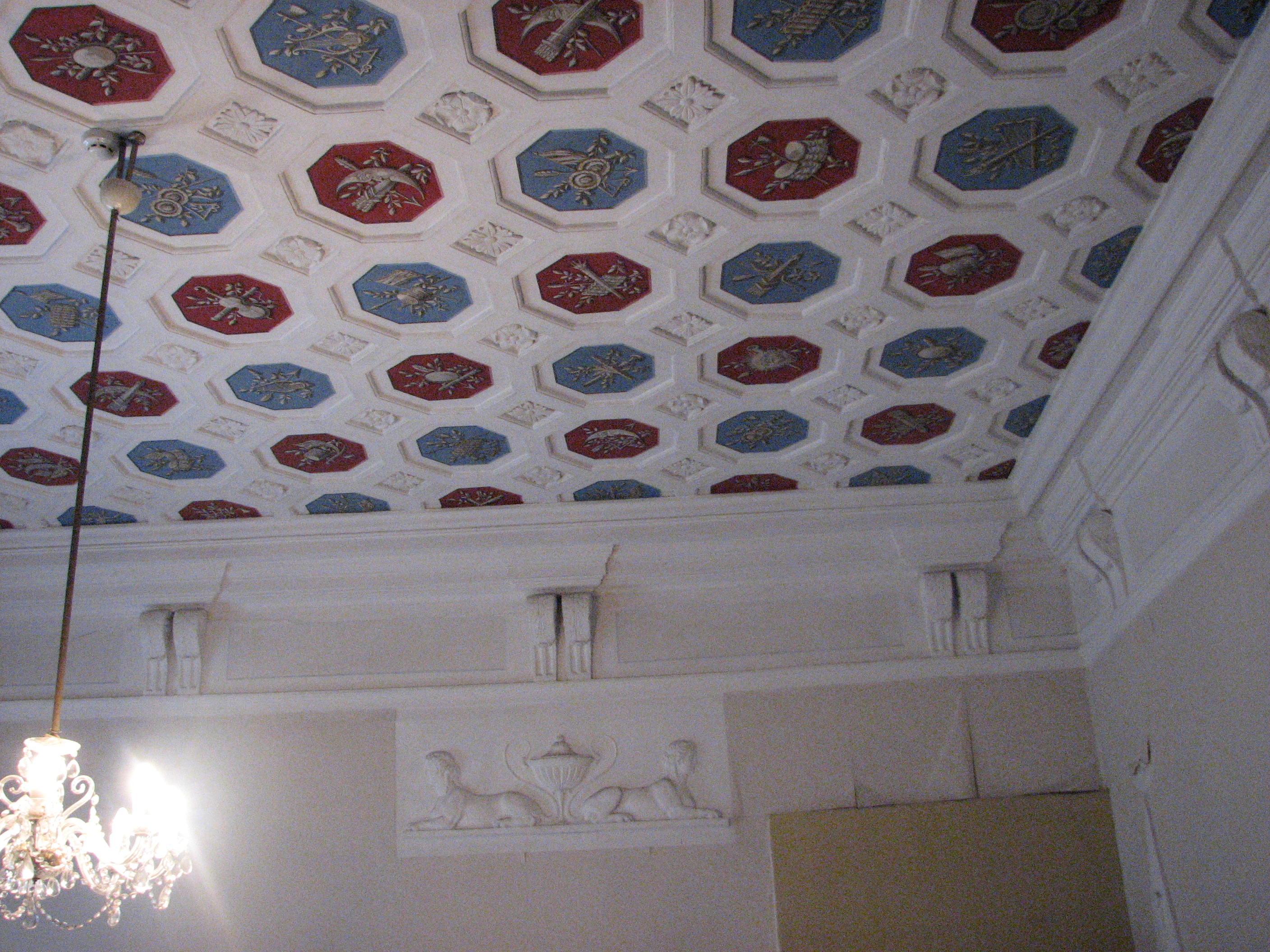
Détail du plafond d'un ancien salon